# Valanjou
Valanjou és un municipi francès situat al departament de Maine i Loira i a la regió de País del Loira. L'any 2007 tenia 2.172 habitants.

## Demografia

### Població
El 2007 la població de fet de Valanjou era de 2.172 persones. Hi havia 799 famílies de les quals 175 eren unipersonals (61 homes vivint sols i 114 dones vivint soles), 269 parelles sense fills, 322 parelles amb fills i 33 famílies monoparentals amb fills.
La població ha evolucionat segons el següent gràfic:
Habitants censats

### Habitatges
El 2007 hi havia 873 habitatges, 804 eren l'habitatge principal de la família, 20 eren segones residències i 48 estaven desocupats. 844 eren cases i 25 eren apartaments. Dels 804 habitatges principals, 606 estaven ocupats pels seus propietaris, 187 estaven llogats i ocupats pels llogaters i 11 estaven cedits a títol gratuït; 4 tenien una cambra, 27 en tenien dues, 102 en tenien tres, 222 en tenien quatre i 449 en tenien cinc o més. 625 habitatges disposaven pel capbaix d'una plaça de pàrquing. A 379 habitatges hi havia un automòbil i a 366 n'hi havia dos o més.

### Piràmide de població
La piràmide de població per edats i sexe el 2009 era:
| Homes | Edats   | Dones |
| ----- | ------- | ----- |
| 0     | 95 o +  | 0     |
| 8     | 90 a 94 | 20    |
| 32    | 85 a 89 | 20    |
| 16    | 80 a 84 | 20    |
| 32    | 75 a 79 | 28    |
| 56    | 70 a 74 | 40    |
| 56    | 65 a 69 | 72    |
| 40    | 60 a 64 | 56    |
| 40    | 55 a 59 | 44    |
| 52    | 50 a 54 | 28    |
| 56    | 45 a 49 | 56    |
| 52    | 40 a 44 | 76    |
| 96    | 35 a 39 | 44    |
| 52    | 30 a 34 | 68    |
| 76    | 25 a 29 | 80    |
| 60    | 20 a 24 | 36    |
| 76    | 15 a 19 | 52    |
| 76    | 10 a 14 | 64    |
| 40    | 5 a 9   | 76    |
| 76    | 0 a 4   | 52    |

## Economia
El 2007 la població en edat de treballar era de 1.264 persones, 982 eren actives i 282 eren inactives. De les 982 persones actives 933 estaven ocupades (535 homes i 398 dones) i 49 estaven aturades (19 homes i 30 dones). De les 282 persones inactives 114 estaven jubilades, 82 estaven estudiant i 86 estaven classificades com a «altres inactius».

### Ingressos
El 2009 a Valanjou hi havia 834 unitats fiscals que integraven 2.187,5 persones, la mediana anual d'ingressos fiscals per persona era de 15.230 €.

### Activitats econòmiques
Dels 89 establiments que hi havia el 2007, 2 eren d'empreses alimentàries, 7 d'empreses de fabricació d'altres productes industrials, 20 d'empreses de construcció, 19 d'empreses de comerç i reparació d'automòbils, 2 d'empreses de transport, 4 d'empreses d'hostatgeria i restauració, 1 d'una empresa d'informació i comunicació, 3 d'empreses financeres, 3 d'empreses immobiliàries, 14 d'empreses de serveis, 8 d'entitats de l'administració pública i 6 d'empreses classificades com a «altres activitats de serveis».
Dels 26 establiments de servei als particulars que hi havia el 2009, 1 era una oficina de correu, 1 funerària, 2 tallers de reparació d'automòbils i de material agrícola, 5 paletes, 3 guixaires pintors, 5 fusteries, 2 lampisteries, 2 electricistes, 2 perruqueries, 1 restaurant, 1 agència immobiliària i 1 saló de bellesa.
Dels 5 establiments comercials que hi havia el 2009, 1 era una botiga de més de 120 m², 2 fleques, 1 una sabateria i 1 un drogueria.
L'any 2000 a Valanjou hi havia 106 explotacions agrícoles que ocupaven un total de 4.212 hectàrees.

## Equipaments sanitaris i escolars
El 2009 hi havia 1 farmàcia i 1 ambulància.
El 2009 hi havia 2 escoles elementals.

## Poblacions més properes
El següent diagrama mostra les poblacions més properes.